# كينيدي ماكدونالد
كينيدي ماكدونالد (بالإنجليزية: Kennedy Macdonald)‏ هو سياسي نيوزيلندي، ولد في 6 أبريل 1847 في بولوني سور مير في فرنسا، وتوفي في 17 أكتوبر 1914 في بوريريوا ‏ في نيوزيلندا. نشط حزبياً في الحزب الليبيرالي النيوزيلندي. وقد انتخب عضو مجلس النواب النيوزيلندي.